# Bwiti

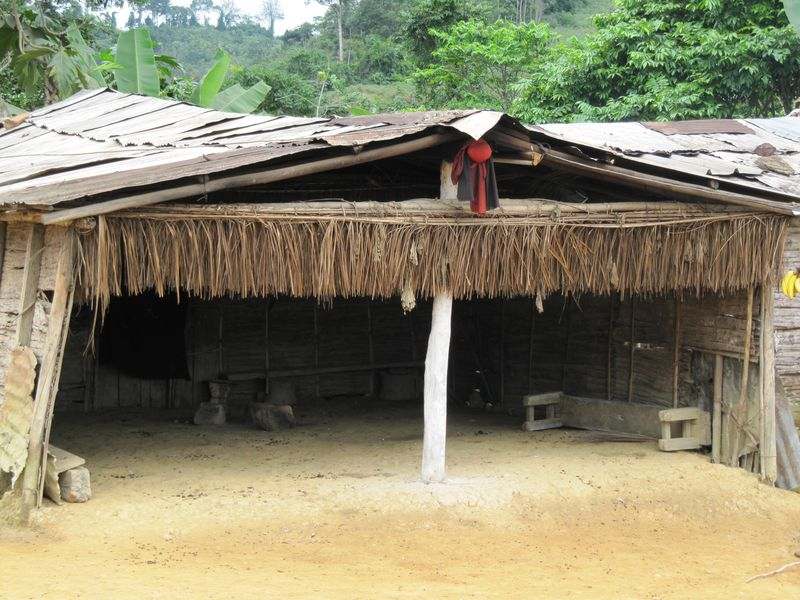
Casa bwiti en Mimongo, Gabón.

El bwiti, bueti o bwete es un culto o movimiento religioso originado en Gabón. Las prácticas espirituales se han difundido en Guinea Ecuatorial y Camerún. El culto contemporáneo —basado en un culto de corte mistérico ancestral bajo el mismo nombre— es sincrético dado que incorpora elementos y simbolismos cristianos.
Los practicantes de Bwiti utilizan la corteza de raíz psicodélica y disociativa de la planta psicotrópica iboga (Tabernanthe iboga), cultivada específicamente para el ritual. Este busca promover un crecimiento espiritual radical, estabilizar la estructura de la comunidad y la familia fortaleciendo los lazos, satisfacer los requisitos religiosos y resolver problemas de salud. La experiencia con la iboga produce visiones complejas y conocimientos que se prevé serán valiosos para el iniciado y la comunidad.

## Origen
La fecha de aparición del bwiti es indeterminado, pero es anterior al siglo XIX, ya que Paul du Chaillu, el primer explorador europeo del interior de Gabón, pudo observar su presencia en el centro del país. El 30 de junio de 1865 visitó una aldea de pigmeos babongo (a quienes llamó 'obongos'). En 1867 publicó A journey to Ashango-Land : and further penetration into equatorial Africa (Un viaje a la tierra de Ashango: y una mayor penetración en el África ecuatorial) en donde describe la forma de vida de este pueblo.
Si bien es claro que surgió en la región central de Gabón, existen muchas hipótesis respecto sobre en cuál etnia se originó la práctica del ritual.
Se asume que el pueblo masango (bantúes) heredó el ritual siglos atrás y luego la práctica pasó al pueblo babongo (pigmeos). Fernández en su etnografía del culto bwiti en el pueblo fang, establece que son los pueblos masango, mitsogo y balumbo quienes tienen la tradición más antigua; anota que uno de sus informantes afirma que los fang recibieron la tradición de los mitsogo.